# Jonathan Tamimi
Jonathan Tamimi Syberg (sinh ngày 12 tháng 10 năm 1994) là một cầu thủ bóng đá người Jordan thi đấu cho FK Kauno Žalgiris ở A lyga.

## Sự nghiệp quốc tế
Tamimi ra mắt cho Đội tuyển bóng đá quốc gia Jordan trong trận hòa giao hữu 1-1 với Libya vào ngày 25 tháng 12 năm 2017.